# Evgheni Oneghin (film din 1959)
Evgheni Oneghin (titlul original: în rusă Евгений Онегин) este un film de operă sovietic, realizat în 1959 de regizorul Roman Tihomirov în studiourile Lenfilm, după opera omonimă a compozitorului Piotr Ilici Ceaikovski, bazat pe romanul în versuri al lui Aleksandr Pușkin. Protagoniștii filmului sunt actorii Ariadna Șenghelaia, Svetlane Nemoleaeva, Vadim Medvedev, Igor Ozerov și Ivan Petrov. 

## Rezumat
Evgheni Oneghin, un tânăr filfizon obosit din marele oraș Sankt Petersburg, călătorește la țară pentru a simula afecțiunea unui unchi, aflat pe patul de moarte. Acolo îl întâlnește pe poetul idealist și romantic Vladimir Lenski, care îi face cunoștință cu fiicele unui proprietar de pământ, local: Olga, cu care Lenski are legături afective puternice, și sora mai mică a Olgăi, Tatiana, care se îndrăgostește de Oneghin. Îi scrie o scrisoare prin care ea îi promite dragostea și îi spune că „este a lui”. Dar Oneghin o respinge într-o predică politicoasă, dar rece și condescendentă. În schimb, supărat de faptul că Lenski l-a târât la petrecerea onomastică a Tatianei, îi cere Olgăi să danseze cu el și începe să flirteze cu ea, spre nemulțumirea lui Lenski. Acesta își provoacă prietenul Oneghin la un duel cu pistoale. Se desemnează secondanții și, disprețuind oportunitățile de împăcare, are loc duelul în care Oneghin îl ucide pe Lenski. Oneghin părăsește moșiile de la țară pentru a lua o misiune militară îndepărtată. Tatiana a tulburat visele lui Oneghin care vizitează moșia unchiului său pentru a răsfoi cărțile pe care le avea, pentru a-și descoperi caracterul.
Trec câțiva ani, iar scena se schimbă în Sankt Petersburg, unde Oneghin a ajuns să participe la cele mai pompoase baluri și să aibă legătură cu conducătorii vechii societăți rusești. El vede o frumoasă femeie, care captează atenția tuturor și este centrul atenției societății și își dă seama că este aceeași Tatiana a cărei dragoste a refuzat-o cândva. Acum, ea este căsătorită cu un general în vârstă. La început, Tatiana se preface că nu-l recunoaște pe Oneghin, acum maturizat, dar apoi îl tratează cu politețe dar și cu răceală. Acesta îi scrie cu pasiune și îi cere să o vadă în ascuns, departe de soțul ei. În cele din urmă, el reușește să vorbească cu ea, departe de ochii celorlalți și îi oferă ocazia de a-și reînnoi dragostea trecută. Dar ea îl respinge reflectând la atitudinea lui anterioară, recunoscându-și dragostea ei pentru el, dar și loialitatea absolută pe care o are față de soțul ei.

## Distribuție
- Ariadna Șenghelaia – Таtiana Larina (cântă Galina Vișnevskaia)[1]
- Svetlane Nemoleaeva – Оlga Larina, sora ei (cântă Larisa Avdeeva)
- Vadim Medvedev – Evgheni Oneghin (cântă Evgheni Kibkalo)
- Igor Ozerov – Vladimir Lenski (cântă Аnton Grigoriev)
- Ivan Petrov – cneazul Gremin (cântă el însuși)
- Vladimir Vasiliev – Skotinin
- Arkadi Trusov –  proprietarul
- Vera Kuznețova – o iobagă

## Premii
- 1959 Al II-lea Festivalul Unional de Film Kiev[2]
  - Premiul I pentru actrița Ariadna Șenghelaia;
  - Premiul II pentru operatorul Evgheni Șapiro – efecte vizuale;
  - Premiul I pentru Grigori Elbert – cea mai bună coloană sonoră;
- 1960 Al XIII-lea Festivalul Internațional de Film de la Edinburgh – diplomă pentru film.